# Mãe (filme)
Mãe é um filme brasileiro de 1948 do gênero drama, com direção de Teófilo de Barros Filho e roteiro de Teófilo e Ghiaroni. Na produção: Adhemar Gonzaga e Afonso Campiglia.
O longa-metragem foi produzido em P&B (preto e branco) em uma parceria da Cinédia com a Proartel e Pró Arte Filmes e seu lançamento ocorreu no dia 4 de outubro de 1948.

## Enredo
É a história de uma união ilegal em que a mulher tem um filho e ao casar-se com um outro homem, este, mesmo sabendo que não é seu filho, nutre forte ódio pelo garoto, chegando a idealizar um plano para sua morte, porém, a mãe do garoto descobre o intento do marido e mata-o. A mãe, humilhada e caluniada, é condenada pela justiça a pena máxima e mesmo assim faz de tudo para que o filho não saiba que sua mãe fora uma assassina.

## Elenco[6]
- Alma Flora..... Maria;
- Bene Nunes..... Roberto;
- Manoel Vieira..... Acácio;
- Amadeu Celestino..... Antônio;
- Rosa Radi..... Lenita;
- Cecy Medina..... Adelaide;
- Luíza Barreto Leite..... Adalgisa;
- César Ladeira..... Advogado;
- Delorges Caminha..... Promotor;
- Ferreira Leite..... Comissário;
- Jesus Ruas..... Padre Damião;
- Jorge Dória (um dos primeiros filmes da carreira[nota 1])..... Dr. Luiz Gonçalves;
- Dary Reis (seu primeiro filme[nota 2])..... Gustavo;
- Alexandre Alencastro..... Juiz;
- Ivone Martins..... Zuleica;
- Lídia Bastiani..... Vanda;
- Armando Braga..... Coronel Gonçalves;
- Pérola Negra..... Zeferina;
- Luiz Almeida;
- Older Cazarré;
- Olney Cazarré;
- João da Silva Coelho;
- Adolar Costa;
- Januário Rodrigues de Almeida;
- Celso de Carvalho;
- João de Oliveira;
- Ezequias Mineiro de Sá;
- José Fernandes;
- Sônia Kaliner
- Carlos Medeiros;
- Marli Medeiros;
- Vera Nunes;
- Martins Pacheco;
- Celestino Ramos;
- José Antelo Reis;
- Armando Rosas;
- Dea Selva;[nota 3]
- Teodoro Taveira;
- Ernesto Teixeira.